# Фумо, Эйприл
Эйприл "Стайлз" Фумо (англ. April "Styles" Phumo; 1 апреля 1937, Йоханнесбург Южно-Африканский Союз - 27 ноября 2011, Блумфонтейн ЮАР) — южноафриканский футболист и тренер.

## Карьера
В качестве футболиста выступал за местные команды. До 1966 года входил в состав сборной ЮАР, пока она не была отлучена от соревнований из-за апартеида. В качестве тренера Фумо долгие годы возглавлял сборную Лесото и параллельно работал с местным клубом "Арсенал". После возвращения на родину, специалист возглавлял ряд южноафриканских клубов, а также национальные сборные разных возрастов. В 2004 году после отставки Эфраима Машабы Эйприл Фумо был главным тренером сборной ЮАР на Кубке африканских наций в Тунисе.
27 ноября 2011 года наставник скончался от онкологического заболевания в одном из госпиталей Блумфонтейна.

## Достижения
- Чемпион Лесото (3): 1989, 1991, 1993.
- Обладатель Кубка Лесото (2): 1989, 1991.